# Edgefield megye
Edgefield megye az Amerikai Egyesült Államokban, azon belül Dél-Karolina államban található. Megyeszékhelye és legnagyobb városa Edgefield. Lakosainak száma 25 657 fő (2020. április 1.). Edgefield megye Saluda, Richmond, Aiken, Columbia, McCormick és Greenwood megyékkel határos.

## Népesség
A megye népességének változása:
| Lakosok száma | 26 967 | 26 665 | 26 389 | 26 436 | 26 514 | 25 657 |
|               | 2010   | 2011   | 2012   | 2013   | 2015   | 2020   |